# David Chiang
 (janvier 2025).
Si vous disposez d'ouvrages ou d'articles de référence ou si vous connaissez des sites web de qualité traitant du thème abordé ici, merci de compléter l'article en donnant les références utiles à sa vérifiabilité et en les liant à la section « Notes et références ».
 (janvier 2025).
La mise en forme du texte ne suit pas les recommandations de Wikipédia : il faut le « wikifier ».
Les points d'amélioration suivants sont les cas les plus fréquents. Le détail des points à revoir est peut-être précisé sur la page de discussion.
- Les titres sont pré-formatés par le logiciel. Ils ne sont ni en capitales, ni en gras.
- Le texte ne doit pas être écrit en capitales (les noms de famille non plus), ni en gras, ni en italique, ni en « petit »…
- Le gras n'est utilisé que pour surligner le titre de l'article dans l'introduction, une seule fois.
- L'italique est rarement utilisé : mots en langue étrangère, titres d'œuvres, noms de bateaux, etc.
- Les citations ne sont pas en italique mais en corps de texte normal. Elles sont entourées par des guillemets français : « et ».
- Les listes à puces sont à éviter, des paragraphes rédigés étant largement préférés. Les tableaux sont à réserver à la présentation de données structurées (résultats, etc.).
- Les appels de note de bas de page (petits chiffres en exposant, introduits par l'outil «  Source ») sont à placer entre la fin de phrase et le point final[comme ça].
- Les liens internes (vers d'autres articles de Wikipédia) sont à choisir avec parcimonie. Créez des liens vers des articles approfondissant le sujet. Les termes génériques sans rapport avec le sujet sont à éviter, ainsi que les répétitions de liens vers un même terme.
- Les liens externes sont à placer uniquement dans une section « Liens externes », à la fin de l'article. Ces liens sont à choisir avec parcimonie suivant les règles définies. Si un lien sert de source à l'article, son insertion dans le texte est à faire par les notes de bas de page.
- La présentation des références doit suivre les conventions bibliographiques. Il est recommandé d'utiliser les modèles {{Ouvrage}}, {{Chapitre}}, {{Article}}, {{Lien web}} et/ou {{Bibliographie}}. Le mode d'édition visuel peut mettre en forme automatiquement les références.
- Insérer une infobox (cadre d'informations à droite) n'est pas obligatoire pour parachever la mise en page.

Pour une aide détaillée, merci de consulter Aide:Wikification.
Si vous pensez que ces points ont été résolus, vous pouvez retirer ce bandeau et améliorer la mise en forme d'un autre article.
 (janvier 2025).
David Chiang (de son vrai nom John Chiang Wei-nien) est un acteur et réalisateur hong-kongais.

## Biographie
Né en 1947 à Suzhou en Chine, il est le second fils d'un couple d'acteurs célèbres, Yim Dut (de son vrai nom Chiang Ko-chi) et Hong Wei.
Après le décès de son père, sa mère se remarie avec un producteur de cinéma et donne naissance à un troisième fils. Les trois enfants auront une carrière cinématographique, sous les noms de Paul Chun, David Chiang et Derek Yee.
David Chiang joue des petits rôles dans les films produits par son beau-père (The Call of the Nightbirds, Little Angel of the Street, Young Vagabond).
Il suit des cours à l'Opéra de Pékin.  Il acquiert une agilité et une constitution physique, sans atteindre le niveau de Jackie Chan ou Sammo Hung.
Il devient cascadeur, puis, instructeur de scènes de combats dans de petites productions. Il est remarqué par la Shaw Brothers qui l'engage dans ses studios en 1966 en tant qu'acteur.
Il fait quelques apparitions dans Le Retour de l'hirondelle d'or (1968), The Invincible Fist (1969). Il obtient un rôle majeur dans Dead End (1969). Il enchaîne les succès. Il devient le partenaire de l'acteur Ti Lung dans de nombreuses productions: ils deviennent le « Deadly Duo » du cinéma d'art martial hong-kongais des années 1970. 
Le monde du cinéma et du wu-xia pian se souvient de lui comme du héros éponyme dans le troisième épisode de la trilogie Le Sabreur Manchot, La Rage du tigre.
Prenant la suite de Jimmy Wang Yu, en tant que principal acteur du réalisateur Chang Cheh, ses personnages finissent souvent criblés de toutes sortes de projectiles, démembrés, ou dégoulinant de sang, parfois dans un costume blanc.
Sa collaboration avec Chang Cheh et Ti Lung cesse au milieu des années 1970. Sa carrière marque le pas. Il réalise quelques films durant cette période.
Dans les années 1980, il joue dans des films policiers, comme Iron Angels en 1987 ; il est aux côtés de Jackie Chan, comme cameo, dans Double Dragon (1992).

## Filmographie

### Acteur
- 1960 : Street Boys : un garçon
- 1960 : Ladies First : le petit frère facétieux de Li-hung
- 1968 : Le Retour de l'Hirondelle d'or : figurant
- 1969 : The Invincible Fist
- 1969 : Dead End : David, un mécanicien sexuellement frustré
- 1969 : Le Sabreur solitaire : un sabreur solitaire
- 1970 : The Wandering Swordsman : un épéiste errant
- 1970 : Winged Tiger
- 1970 : Vengeance : Kuan Hsiao-lo
- 1970 : Les 13 Fils du dragon d'or : Li Cunxiao (en)
- 1970 : The Singing Killer : un tueur chantant
- 1971 : La Rage du tigre : Lei Li, un épéiste en situation de handicap
- 1971 : Duel sauvage
- 1971 : The Anonymous Heroes
- 1971 : Duel aux poings
- 1971 : Duo mortel
- 1971 : Young People
- 1972 : Le Justicier de Shanghai : Tang Si, un parrain de la mafia
- 1972 : The Angry Guest
- 1972 : La Légende du lac : Yan Qing (en)
- 1972 : Les Maîtres de l'épée : un héros solitaire
- 1972 : Four Riders
- 1972 : Frères de sang
- 1973 : The Generation Gap
- 1973 : The Pirate
- 1974 : The Savage Five
- 1974 : Friends
- 1974 : La Légende des sept vampires d'or
- 1974 : Les Cinq Maîtres de Shaolin
- 1975 : The Young Rebel
- 1975 : All Men Are Brothers
- 1975 : The Imposter
- 1975 : The Taxi Driver : un chauffeur de taxi
- 1976 : Seven Man Army
- 1976 : The Condemned
- 1976 : Le Temple de Shaolin
- 1976 : One Armed Swordsmen
- 1977 : The Naval Commandos
- 1977 : Magnificent Wanderers
- 1977 : Death Duel
- 1977 : Judgement of an Assassin
- 1978 : Shaolin Hand Lock
- 1978 : La Mante religieuse
- 1979 : Murder Plot (film, 1979)
- 1979 : Abbot of Shaolin
- 1979 : The Challenger
- 1979 : Blooded Treasury Fight
- 1979 : Heaven and Hell Gate
- 1980 : Six Directions of Boxing
- 1980 : The Loot
- 1980 : The Lost Kung Fu Secrets
- 1981 : Return of the Deadly Blade
- 1981 : The Legend of the Owl
- 1981 : Fight for Glory
- 1981 : Night of the Assassins
- 1981 : Red Phoenix
- 1981 : King of Fists and Dollars
- 1982 : Till Death Do We Scare
- 1982 : Strife for Mastery
- 1983 : Play Catch
- 1984 : Shanghai 13
- 1985 : Le Flic de Hong Kong 2
- 1985 : Le Sens du devoir 2
- 1986 : From Here to Prosperity
- 1986 : Where's Officer Tuba?
- 1986 : Soul
- 1986 : Silent Love
- 1987 : It's Mad Mad World
- 1987 : Angel (en)
- 1987 : M.. Handsome
- 1988 : Tiger on the Beat
- 1988 : Double Fattiness
- 1989 : M.. Sunshine
- 1989 : Just Heroes
- 1990 : Where East Meets West
- 1991 : Will of Iron
- 1992 : Il était une fois en Chine 2 : La Secte du lotus blanc
- 1992 : Mary From Beijing
- 1992 : Double Dragon
- 1994 : What Price Survival
- 1995 : The Adventurers
- 1995 : Mother of a Different Kind
- 1999 : The Legend of Speed
- 2003 : Star Runner
- 2009 : Look for a Star
- 2015 : From Vegas to Macau 2
- 2016 : From Vegas to Macau 3
- 2019 : Jade Dynasty
- 2025 : Luz : Boss Qiu

### Réalisateur
- 1974 : A Mad World of Fools
- 1974 : The Drug Addict (avec Ti Lung)
- 1976 : The One-Armed Swordsmen (avec avec Jimmy Wang Yu)
- 1988 : Double Fattiness (avec Maggie Cheung)
- 1989 : My Dear Son